# Bruno Oscar Schmidt
Bruno Oscar Schmidt (ur. 6 października 1986 w Brasílii) – brazylijski siatkarz plażowy, złoty medalista igrzysk olimpijskich i mistrzostw świata oraz zwycięzca World Tour.

## Życiorys
W 2006 Schmidt w parze z Pedro Solbergiem zdobył złoty medal mistrzostw świata U-21 rozgrywanych w Mysłowicach. Wraz z Alisonem Ceruttim stanął na najwyższym stopniu podium igrzysk Ameryki Południowej 2014 w Santiago oraz mistrzostw świata 2015 w Holandii. Schmidt i Cerutti reprezentowali Brazylię na Letnich Igrzyskach Olimpijskich 2016 w Rio de Janeiro. W finale turnieju pokonali reprezentanów Włoch Daniele Lupo i Paolo Nicolai. Zwyciężył w turnieju siatkówki plażowej podczas światowych wojskowych igrzyskach sportowych 2019 w Wuhan razerm z Evandro Oliveirą.
W World Tour zadebiutował w 2007. Pierwsze turniejowe podium tych rozgrywek osiągnął w 2008, a pierwsze zwycięstwo w 2013 w Hadze z Solbergiem. W 2015 z Ceruttim zwyciężył w klasyfikacji punktowej World Tour i turnieju finałowym w Fort Lauderdale. W następnym roku Brazylijczycy zwyciężyli w turnieju finałowym w Toronto.
Jest kuzynem koszykarza Oscara Schmidta.